# Соборная площадь (Старая Русса)
Соборная площадь — элемент городской инфраструктуры Старой Руссы. Главная площадь города, занимает территорию, ограниченную улицами Воскресенская, Гостинодворская, Крестецкая, с восточной стороны — городской застройкой.

## История

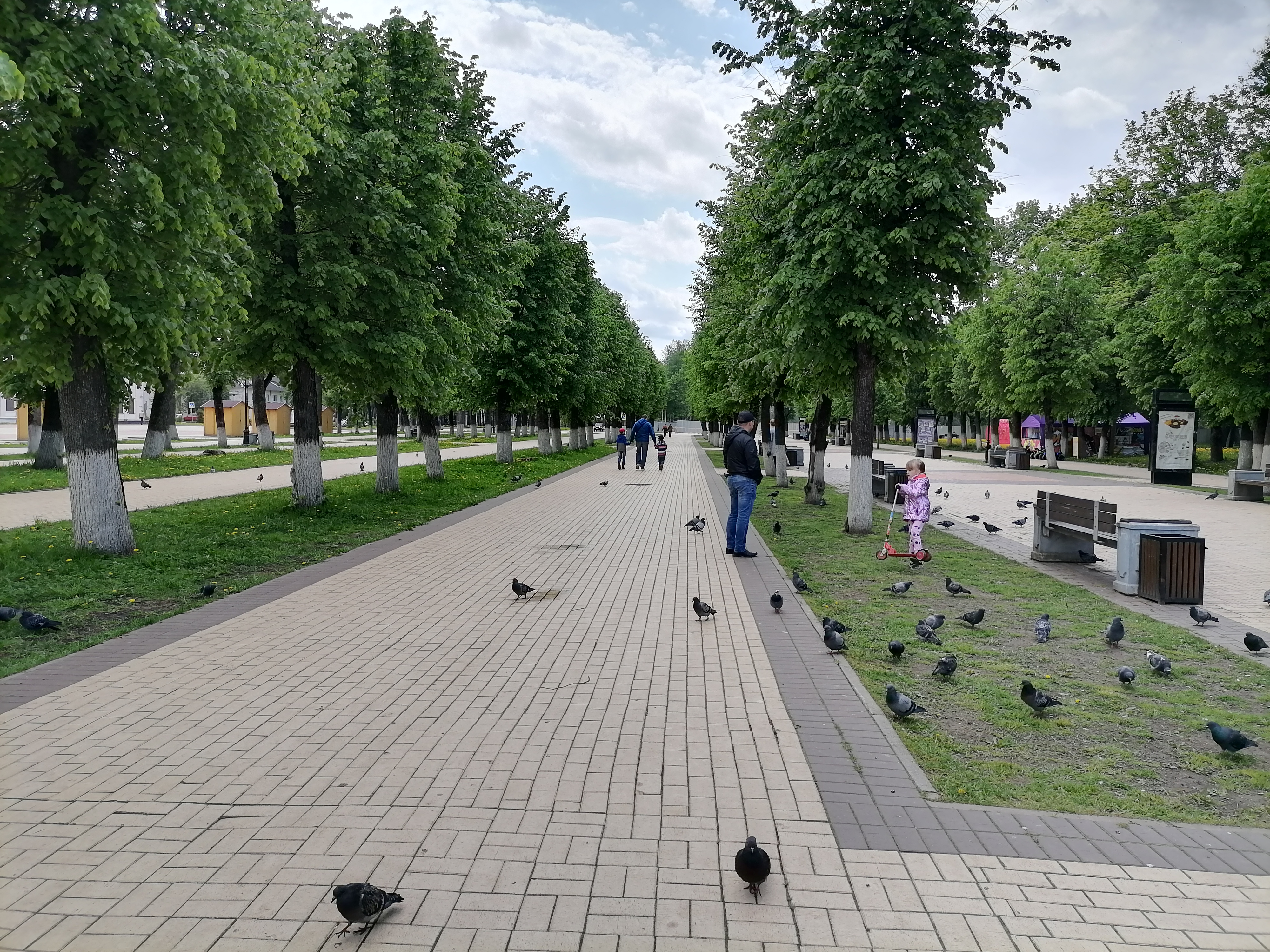
Бульвар на площади

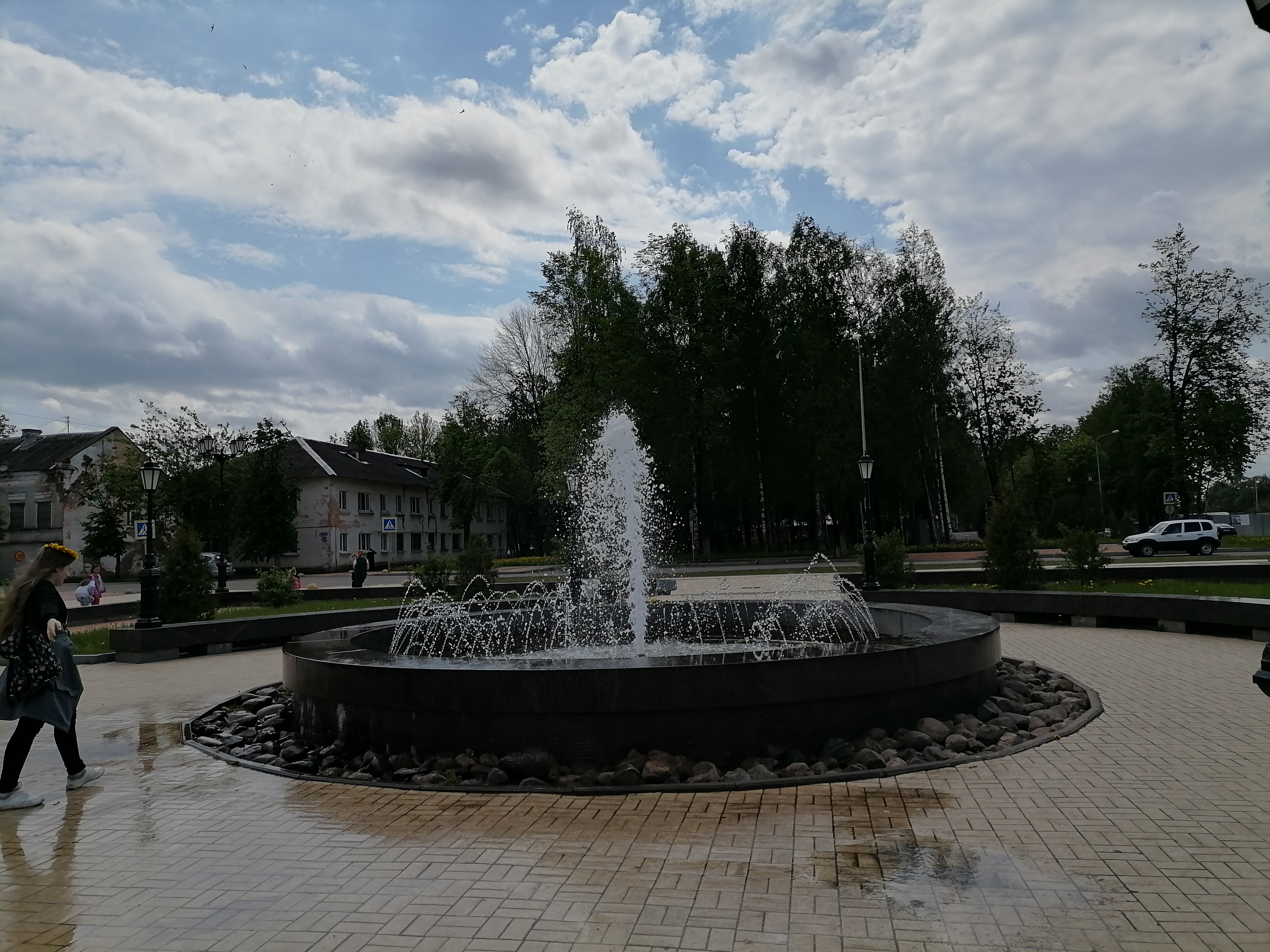
Фонтан на площади

После катастрофического пожара 1763 года центр города был перенесён на правый берег реки Полисть, дальнейшая застройка осуществлялась по регулярному плану
Площадь была главным торговым центром города, с чем и связано её историческое название — Торговая. Построенный в конце XVIII века на площади Гостиный двор просуществовал до Великой Отечественной войны и во время немецко-фашистской оккупации был разрушен. После окончания войны на его месте были устроены бульвар и сквер.
Сразу после февральской революции 1917 года площадь сменила название и стала Площадью Революции.
Современное название с 2014 года. Воскресенский собор Старой Руссы находится через реку Порусья от площади.
В 2017 году площадь была реконструирована, уложена тротуарная плитка, устроен фонтан.

## Достопримечательности
- бывшая женская гимназия  памятник архитектуры
- водонапорная башня  памятник архитектуры